# گنبو
گنبو (به ژاپنی: 玄昉 Genbō)؛ ۱ ژانویهٔ ۰۶۵۰ – ۱ ژانویهٔ ۰۷۴۶) یک راهب آیین بودایی اهل ژاپن بود.